# Marienheim
Marienheim ist ein Stadtteil von Neuburg an der Donau im oberbayerischen Landkreis Neuburg-Schrobenhausen.
Marienheim war früher ein Ortsteil der Gemeinde Zell und ging mit dieser bei deren Eingemeindung am 1. Januar 1976 in der Großen Kreisstadt Neuburg an der Donau auf. Das Pfarrdorf gehört weiterhin zur Gemarkung Zell. 
Am 31. Dezember 2022 zählte der Ort Marienheim 476 Einwohner.

## Geographie
Das Pfarrdorf Marienheim liegt rund vier Kilometer östlich von Neuburg am nordwestlichen Rand des Donaumooses.
Es besteht aus dem Kernort mit der evangelisch-reformierten Pfarrkirche – eine der nur zehn reformierten Gemeinden in Bayern. Zum Ortsbereich gehören außerdem die Siedlungen Jägersbühl, Fleischnershausen und Rödenhof.

## Geschichte

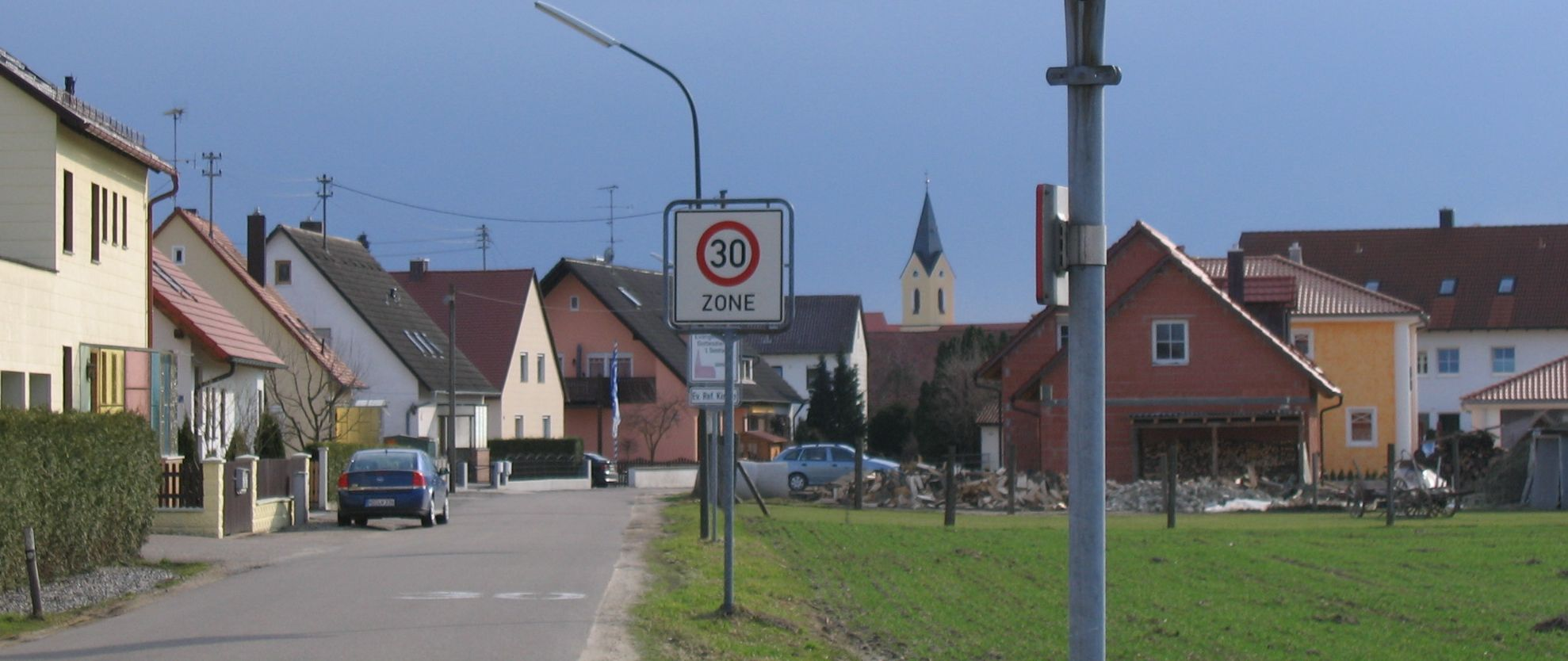
Marienheim

Marienheim entstand erst Anfang des 19. Jahrhunderts als Gründung zugewanderter evangelisch-reformierter Kolonisten. Der Ort ist einer der jüngsten im Landkreis. Auf dem Gebiet des Dorfes lag vorher ein alter Eichenwald, genannt Kromat. Marie Leopoldine, die Witwe des bayerischen Kurfürsten Karl Theodor, hatte das Areal 1809 vom Staat gekauft und in Parzellen an die Neusiedler verkauft. Sie lieh dem Dorf auch ihren Namen.
Tobias Kroll kam am 9. April 1809 hierher und nächtigte erstmals mit seiner Frau und acht Kindern unter freiem Himmel. Dies war zugleich die Geburtsstunde für Marienheim. Kroll baute sich in mühseliger Kleinarbeit eine kleine Hütte. Mit Fleiß und Ausdauer schaffte er es zu einem kleinen Bauernhof. Ein Jahr später folgte mit Jeremias Hofstetter der zweite Siedler.
1816 schenkte Maria Leopoldine den Marienheimern ein Grundstück für einen Friedhof, der heute noch existent ist. Er diente einst als Gottesacker für die Reformierten, heute ist er eine kommunale Einrichtung und für alle Beerdigungen zugelassen. Als Dank für die Grundstücksschenkung wurde dem Ort die Bezeichnung „Marienheim“ gegeben.
Zweimal unternahm der Ort den Versuch, sich als Gemeinde eigenständig zu machen. Erstmals im Jahre 1846, doch das königliche Landgericht lehnte dies ab. 1899 wurde ein zweiter Versuch unternommen, aber ebenso vergebens.
Gegen Ende des Zweiten Weltkrieges wurde auch Marienheim in Mitleidenschaft gezogen; bei einem US-Luftangriff auf den unmittelbar benachbarten Flugplatz Neuburg am 21. März 1945 kamen einige Einwohner ums Leben. Im Mai 2009 feierte Marienheim den 200. Jahrestag seiner Gründung.

## Kirchengeschichte
siehe Hauptartikel Evangelisch-reformierte Kirche (Marienheim)

## Fleischnershausen

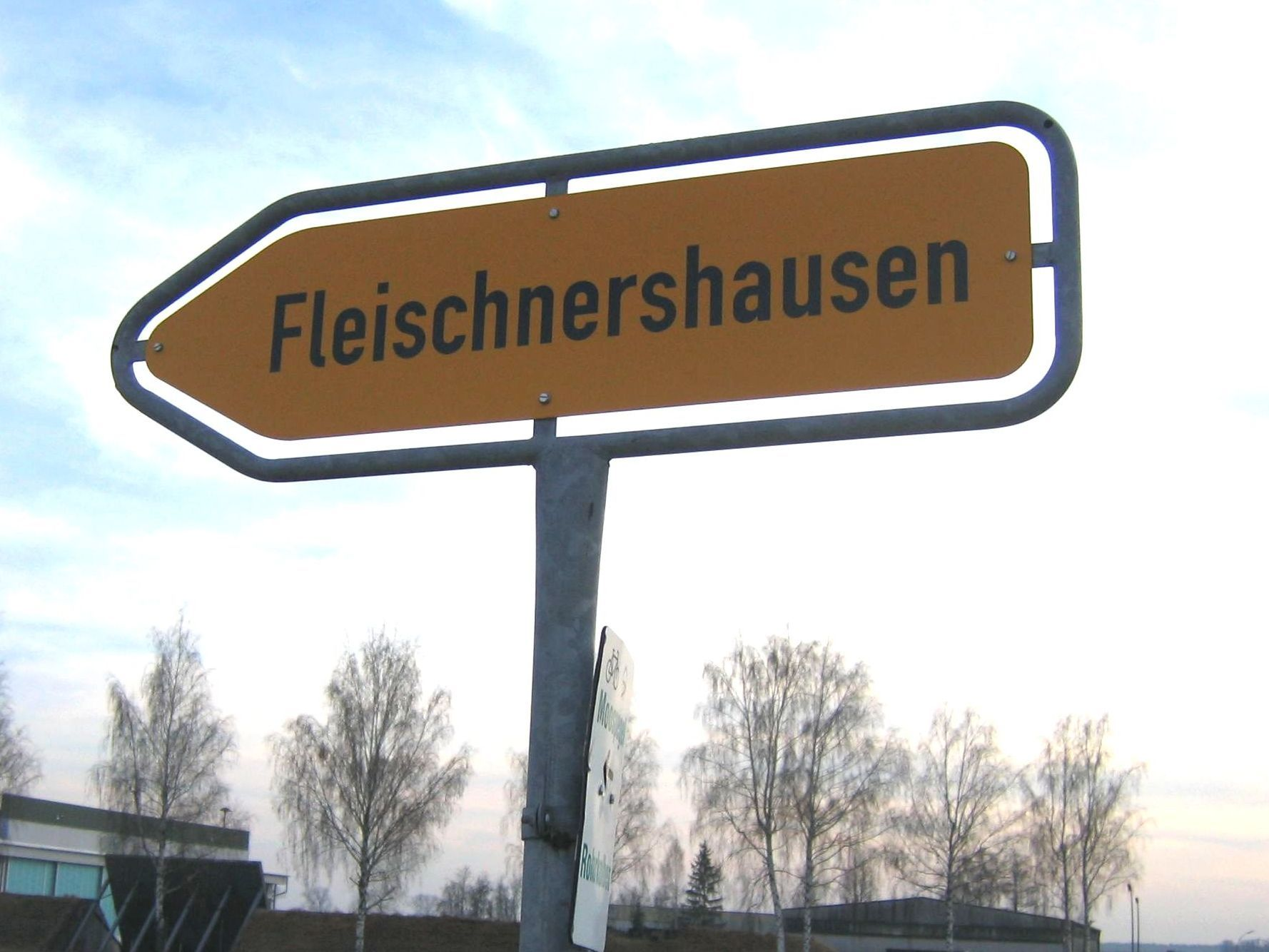
Das Hinweisschild auf den Ortsteil

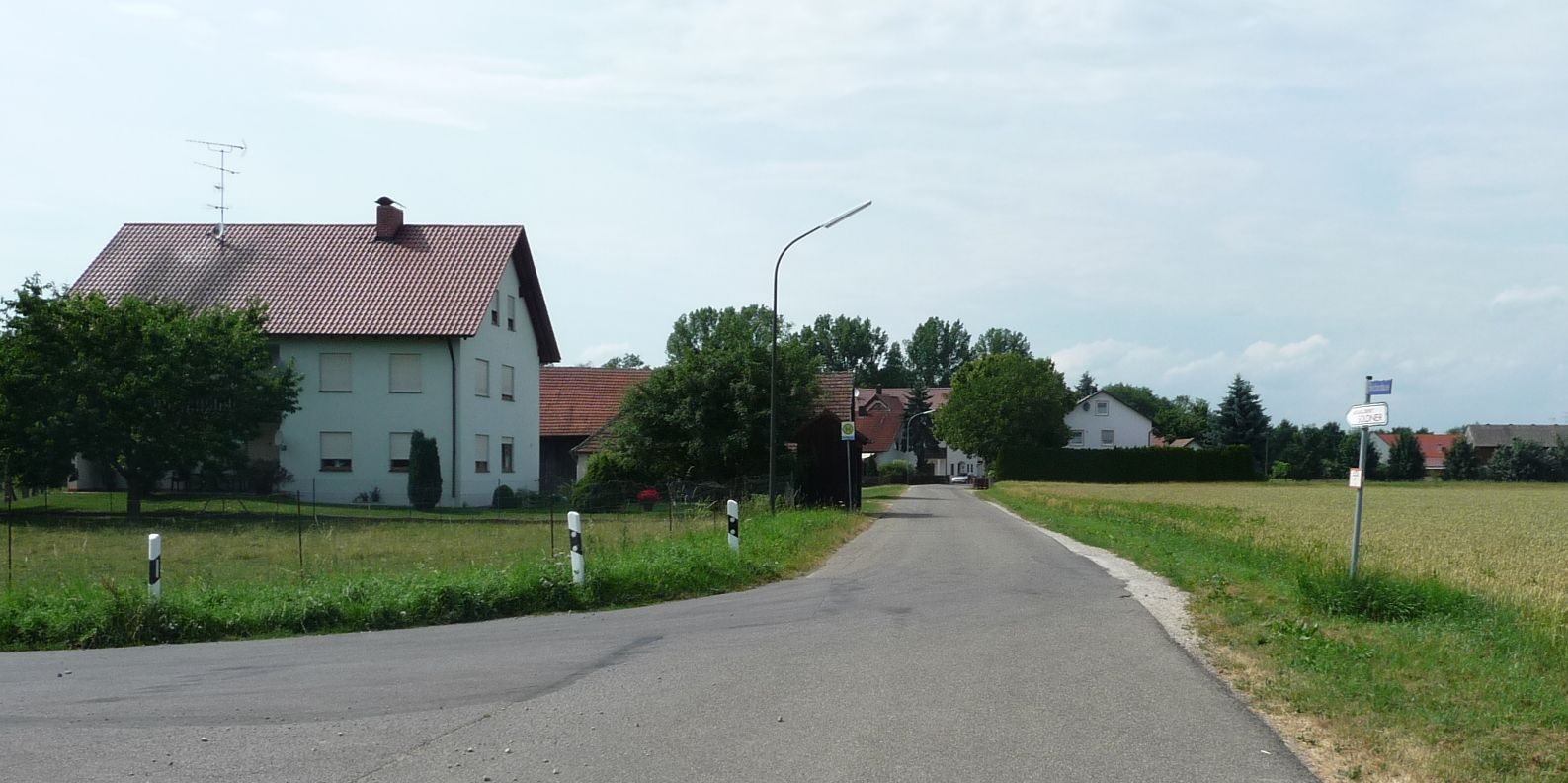
Der Stadtteil Fleischnershausen

Am Rande der Stadtgrenze Neuburg und in der Nähe des Ortes Marienheim befindet sich der Straßenzug „Fleischnershausen“. Es gibt sogar ein Straßenschild, das nach Fleischnershausen weist. 63 Bürger registrierte das Neuburger Einwohneramt zum 31. Dezember 2020.
Einige Aktennotizen lüften ein wenig das Geheimnis der Entstehung des Ortsteils. Am 8. November 1832 meldete sich Leonhard Fleischner beim Königlichen Landgericht, machte die Mitteilung, dass er eine neue Kolonie gebildet habe und bittet um eine Hausnummer. Der neue Siedler hatte das Grundstück von dem Bäcker Amman aus Neuburg am 12. März 1829 erworben. Ein Jahr später wurde gemauert und gezimmert und damit das erste Haus errichtet.
Dem Stadtmagistrat machte das Grundstück Kopfzerbrechen. Gehört das Grundstück zum Donaumoos, zu Marienheim oder Neuburg, war die Gretchenfrage. Das Grundstück lag in der landgerichtlichen Zuständigkeit und so gab es die Nummerierung Fleischnershausen 1. Damit war zugleich dem ersten Siedler ein Denkmal gesetzt.
Am 3. November 1874 ist der Sohn Christian Fleischner aufgeschreckt. Er bekommt die Mitteilung, dass er zur Gemeinde Zell geschlagen wird. Eine Gemeindereform war zu dieser Zeit im Gange. Doch der Siedler wehrte sich dagegen. Er führte mehrere Gründe dafür auf: Bereits sein Vater wurde als Neuburger Bürger eingestuft. Als Protestant waren für ihn der reformierte Friedhof und die Kirche tabu. Die Kinder mussten nach Neuburg zur Schule und die Gemeindeumlagen wurden bisher auch nach Neuburg entrichtet. Zur Gemeinde Zell benötigt er eine volle Stunde, nach Neuburg nur eine halbe.
Daraufhin gab es zwar ein salomonisches Urteil, zersplitterte allerdings die fünf Höfe. Drei Höfe rechts der Straße blieben bei Neuburg und zwei Höfe auf der anderen Straßenseite zählten zur Gemeinde Zell.
Aber weder die Stadt Neuburg, noch die Gemeinde Zell sahen sich für die Straße in Fleischnershausen zuständig. Es gab keine Räumung von Schnee, auch bei Glatteis wurde nicht gestreut. Erst ein Unfall in den Jahren um 1970 klärte die Grenzfrage. Die Räum- und Streupflicht bekam die Stadt Neuburg. Die Gemeinde Zell wurde zum 1. Januar 1976 nach Neuburg eingegliedert und damit wieder alle Fleischnershauser Bewohner Bürger der Kreisstadt.

## Erste Raiffeisenkasse im Landkreis

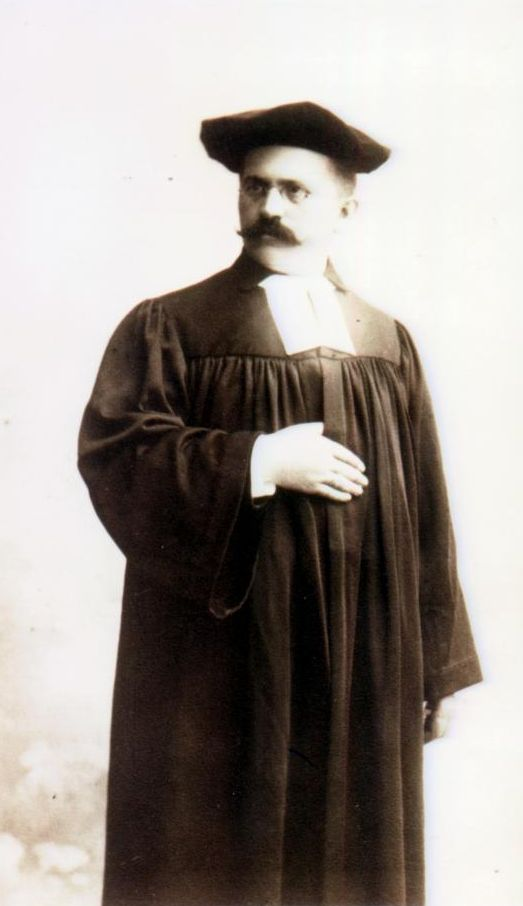
Pfarrer Paul Theuersbacher Gründer der Raiffeisenbank Marienheim

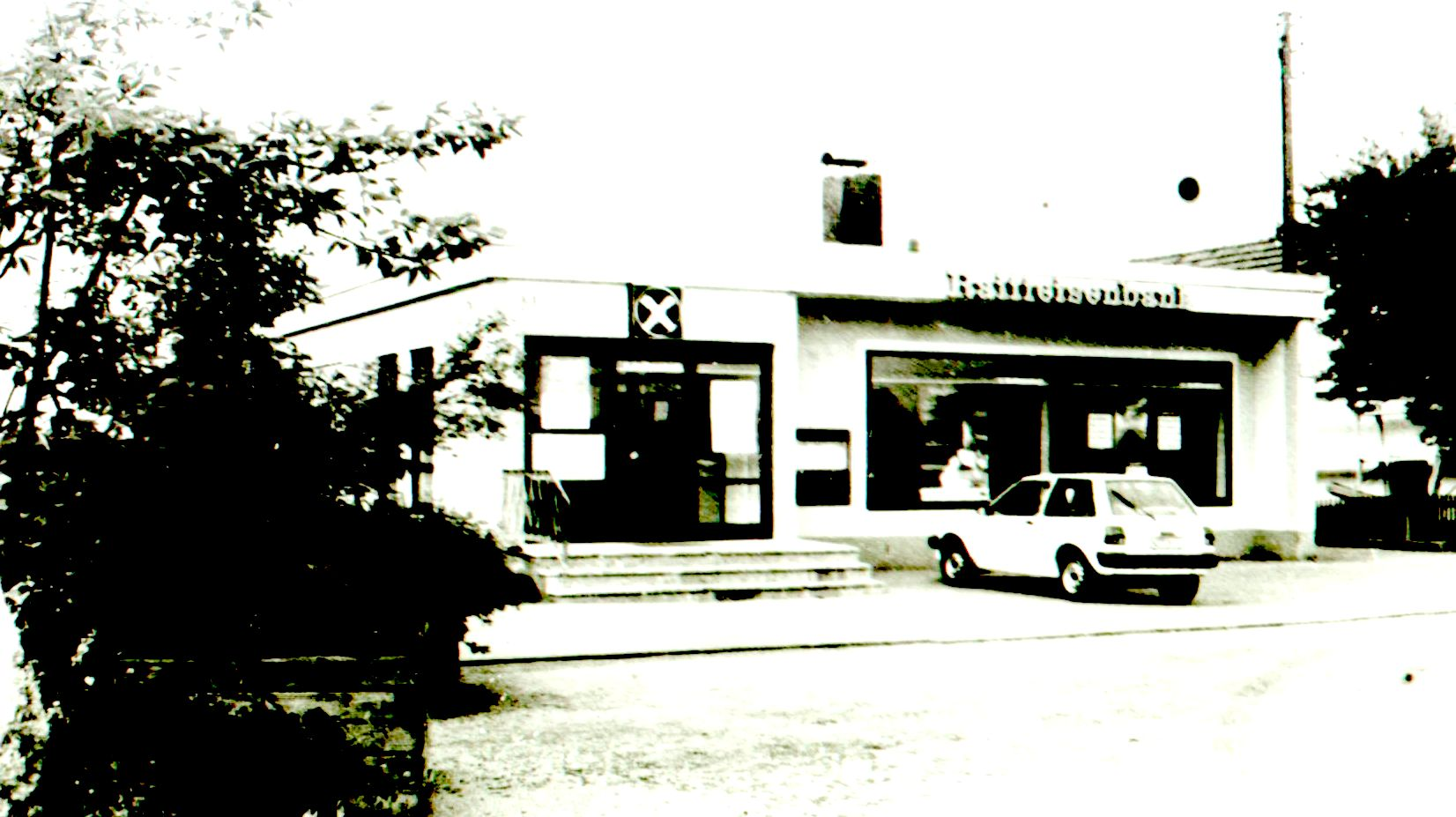
Das Gebäude der Raiffeisenzweigstelle Marienheim

Überraschenderweise steht die Wiege der ersten Raiffeisenkasse in einem der jüngsten Orte des Landkreises Neuburg. Der evangelisch-reformierte Pfarrer Paul Theuersbacher hat die Genossenschaft aus der Taufe gehoben und war damit beispielgebend für die gesamte Umgebung.
Dem Seelsorger war das Seelenheil ein Anliegen und seine Sorge galt auch der großen Not der Landwirte. Am 27. Januar 1889 trommelte er seine Schäflein in das Gasthaus im Rödenhof, erzählte ihnen von der Raiffeisenidee, ging aber auch mit dem Zinswucher hart ins Gericht. „Hilf dir selbst, dann hilft dir Gott“, diese Devise war ihm Ansporn. Der Bauernstand müsse seine Geldgeschäfte, aber auch seine Ein- und Verkäufe selbst in die Hand nehmen, nur gemeinsam kann gegen das Großkapital gekämpft werden. Mit diesen feurigen Worten ermunterte er die Anwesenden und entzündete die Raiffeisenidee im Landkreis.
29 Anwesende unterzeichneten daraufhin die Statuten und am nächsten Tag erhöhte sich die Mitgliederzahl bereits auf 35. Als Vereinsbezirk wurde zunächst Marienheim, Rödenhof, Bürgerschwaig, Längenmühle Fleischnershausen und Altmannstetten bestimmt.
Damit war der erste „Spar- & Darlehenskassenverein“ geboren. Die Gründungsversammlung war zugleich die erste Generalversammlung. Pfarrer Theuersbacher übernahm den Vorsitz, Lehrer Friedrich Schneider wurde zum Rechner und Philipp Müller zum Vorsitzenden des Verwaltungsrates gewählt. Das neue Gebilde hatte nach einer zweijährigen Anlaufzeit einen Umsatz von 28000 Mark mit einem Reingewinn von 280 Mark zu verzeichnen. Der Düngemittelumsatz bezifferte sich auf 5000 Mark.
Richtig in Schwung kam das Raiffeisenleben erst nach 1897 unter dem Vorstand Johann Bauer. Ein schweres Problem war die Inflation nach dem Ersten Weltkrieg. Es war ein harter Anfang, zahlreiche Vorstände und Rechner wechselten deshalb in ihren Ehrenämtern. Durch den Bau einer Lagerhalle im Jahre 1950 unter dem Vorstandsvorsitzenden Fritz Bauer bekam das Warengeschäft eine größere Bedeutung.
Aus den Spar- & Darlehensvereinen bildeten sich die Raiffeisengenossenschaften. Im Jahre 1964 feierten die Marienheimer das 75-jährige Bestehen, jedoch kurz darauf, am 21. Dezember 1965, stimmten die Raiffeisenmitglieder von Zell und Marienheim für eine Fusion. Als Sitz der Bank wurde der Rödenhof gewählt.
Das Warengeschäft wurde bald wieder eingestellt, die Lagerhalle verkauft und der Name „Raiffeisenbank Marienheim“ ad acta gelegt. Marienheim war nach mehreren Verschmelzungen nur noch eine Zweigstelle von Neuburg.

## Das Maibaum-Brauchtum

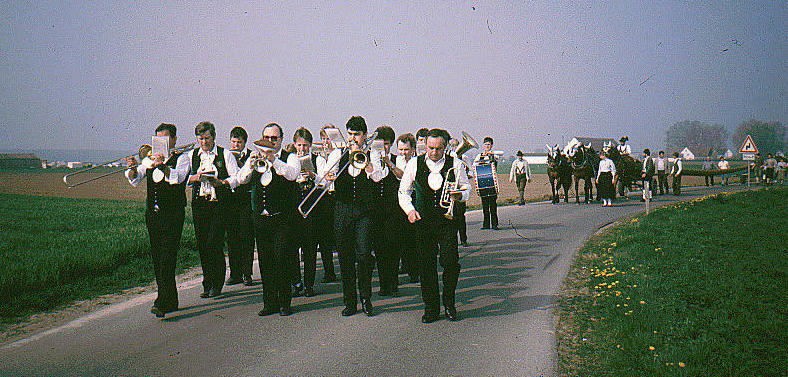
Feierliche Einholung des Maibaumes

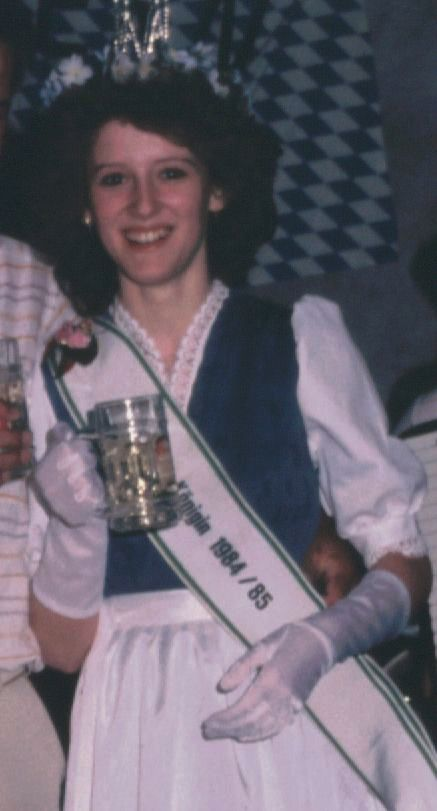
Maikönigin Sigrid I. (Graf)

Der Maibaum ist eigentlich eine alte Tradition, doch in Marienheim ist er erst seit 1976 das Dorfsymbol. Dafür wurde es beim Einholen und Aufstellen umso feierlicher. Nur Pferde durften den Baumstamm in das Dorf schleppen. Der eigene Posaunenchor begleitet das Gefährt musikalisch. Gleich in der Nähe des Feuerwehrhauses und der Kirche hat er seinen Stammplatz.
Aber auch ein gutes Aussehen soll der Maibaum haben. Schmückende Zeichen und Girlanden sind die Zierde. Dazu wird noch gefeiert.
Die Neuburger Rundschau hauchte durch einen Wettbewerb diesem Brauchtum 1974 frisches Leben ein. Auch Marienheim beteiligte sich im Jahre 1978 und landete auf Platz drei. Im Jahre 1980 riss man sich nochmals kräftig am Riemen, versuchte, den Baum ein noch schöneres Aussehen zu geben. Und es hat sich gelohnt. Marienheim hatte diesmal den schönsten Maibaum im gesamten Landkreis. Der Ort war auch in den nächsten Jahren nicht zu schlagen, 1982 wieder auf Platz eins.
1984 wurde das Tüpfelchen auf das i gesetzt. Wer beim Wettbewerb den schönsten Maibaum im Landkreis „Neuburg-Schrobenhausen mit Lechgebiet“ stellte, dem wurde eine Maikönigin gebilligt. Und Marienheim machte auch hier wieder das Rennen.
Inzwischen haben sich die „Maibaum-Freunde Neuburg-Schrobenhausen mit Lechgebiet“ etabliert und das feierliche Krönungszeremoniell im Ehekirchner Hochzeitsstadel vorgenommen. Als erste Maikönigin von Marienheim, aber auch vom Landkreis Neuburg-Schrobenhausen durfte Sigrid I., mit bürgerlichen Namen Graf, den Thron besteigen. Die damals Sechzehnjährige hatte damit ein ungeahntes und unvergessliches Jahr. Aus dem gesamten bayerischen Raum kamen die Einladungen, um bei verschiedenen Veranstaltungen präsent zu sein.